# Список війн XX століття
|  | Службовий список статей, створений для координації робіт з розвитку теми. Це попередження не встановлюється на інформаційні списки і глосарії. |

## 1901—1910
| дата      | війна                                        | 1 сторона | 2 сторона                                                                  |
| --------- | -------------------------------------------- | --- | -------------------------------------------------------------------------- |
| 1899—1902 | Друга англо-бурська війна                    | Британська імперія | Трансвааль Оранжева Республіка Іноземні добровольці                        |
| 1899—1901 | Боксерське повстання (Їхетуанське повстання) | Японська імперія Російська імперія Британська імперія Третя французька республіка США Німецька імперія Королівство Італія (1861—1946) Австро-Угорщина | Династія Цін Їхетуани                                                      |
| 1899—1913 | Філіппінсько-американська війна              | США | Перша Філіппінська республіка Катіпунан Султанат Сулу Республіка Замбоанга |
| 1899—1920 | Сомалійське повстання                        | Держава дервішів при підтримці: Османська імперія Німецька імперія                                                                                    | Британська імперія Ефіопія Королівство Італія (1861—1946)                  |
| 1899—1902 | Тисячоденна війна                            | Колумбійська ліберальна партія | Колумбійська консервативна партія                                          |
| 1899—1901 | Захоплення Чаду Францією                     | Багірмі Третя французька республіка | Імперія Рабіха                                                             |
| 1899—1902 | Громадянська війна у Венесуелі (1899—1902)   | Повстанці-реставратори Ліберальна партія Венесуели | Уряд Венесуели Консервативна партія Венесуели                              |
| 1900      | Війна Золотого Трону                         | Британська імперія | Імперія Ашанті                                                             |
| 1901—1902 | Англо-Аро війна                              | Британська імперія | Конфедерація Аро                                                           |
| 1902—1904 | Національно-визвольне повстання в Анголі     | Королівство Овімбунду | Португалія                                                                 |
| 1903      | Повстання Ілінден – Преображення             | Османська імперія | Внутрішня македонська революційна організація                              |
| 1904—1905 | Російсько-японська війна                     | Японська імперія | Російська імперія Чорногорія                                               |
| 1906      | Гондурасько-гватемальська війна              | Гондурас | Гватемала                                                                  |
| 1906      | Голландська інтервенція на Балі (1906)       | Нідерланди | Бадунг Табанан Клунгкунг                                                   |
| 1907      | Селянське повстання в Румунії (1907)         | Румунська влада | Румунські селяни                                                           |
| 1907      | Нікарагуано-Гондурасько-Сальвадорська війна  | Нікарагуа | Гондурас Сальвадор                                                         |
| 1907—1912 | Національно-визвольна війна в Кореї          | Корейські повстанці | Японська імперія                                                           |
| 1908—1912 | Громадянська війна в Гондурасі               | |                                                                            |
| 1909      | Друга мелильська кампанія                    | Іспанія | Бербери                                                                    |
| 1910      | Косовське повстання 1910 року                | Албанські повстанці | Османська імперія                                                          |

## 1911–1920
- Мексиканська революція (1911–1917)
- Колумбійсько-перуанський прикордонний конфлікт (1911)
- Синьхайська революція (1911–1912)
- Італійсько-турецька війна (1911–1912)
- Російсько-перська війна (1911)
- Американська окупація Нікарагуа (1912–1933)
- Війна Контестаду (1912–1916)
- Перша Балканська війна (1912–1913)
- Друга Балканська війна (1913)
- Саудівсько-турецька війна (1913)
- Китайсько-тибетська війна (1913–1918)
- Перша світова війна (1914–1918)
- Окупація США Домініканської Республіки (1916–1924)
- Радянсько-українська війна (1917–1921)
- Громадянська війна у Фінляндії (1918)
- Вірмено-азербайджанська війна (1918—1920)
- Вірмено-грузинська війна (1918)
- Війна за незалежність Латвії (1918–1920)
- Війна за незалежність Естонії (1918–1920)
- Громадянська війна в Росії (1918–1922)
- Польсько-українська війна (1918–1919)
- Українсько-білогвардійське збройне протистояння (1918-1920)
- Польсько-радянська війна (1918–1921)
- Перша радянсько-фінська війна (1918–1921)
- Третя англо-афганська війна (1919)
- Чехословацько-угорська війна (1919–1920)
- Війна за незалежність Ірландії (1919–1921)
- Греко-турецька війна (1919–1922)
- Тешинський конфлікт (1919)
- Франко-сирійська війна (1920)
- Чжилійсько-аньхойська війна (1920)
- Польсько-литовська війна (1920)
- Вірмено-турецька війна (1920)
- Франко-турецька війна (1918–1921)

## 1921–1930
- Рифська війна (Друга марокканська війна) (1920–1926)
- Радянсько-грузинська війна (1921)
- Війна за Кото (1921)
- Друга радянсько-фінська війна (1921–1922)
- Перша чжилійсько-фентянська війна (1922)
- Громадянська війна в Ірландії (1922–1923)
- Громадянська війна в Парагваї (1922–1923)
- Громадянська війна в Мексиці (1923–1924)
- Громадянська війна в Еквадорі (1923–1925)
- Перша Цзянсу-чжецзянська війна (1924)
- Друга чжилійсько-фентянська війна (1924)
- Національно-визвольне повстання в Сирії (1924–1927)
- Анти-фентянська війна (1925—1926)
- Північний похід (1926)
- Національно-визвольна війна в Нікарагуа (1927–1934)
- Громадянська війна в Китаї (1927–1949)
- Конфлікт на Китайсько-Східній залізниці (1929)
- Війна центральних рівнин (1930)

## 1931–1940
- Японська інтервенція в Маньчжурію (1931)
- Чакська війна (1932–1935)
- Перуансько-колумбійська війна (1932–1933)
- Саудівсько-єменська війна (1934)
- Друга італо-ефіопська війна (1935–1936)
- Громадянська війна в Іспанії (1936–1939)
- Друга японо-китайська війна (1937–1945)
- Битва на озері Хасан (1938)
- Тешинський конфлікт (1938)
- Окупація Угорщиною Закарпатської України (1939)
- Словацько-угорська війна (1939)
- Італійське вторгнення в Албанію (1939)
- Бої на Халхин-Голі (1939)
- Друга світова війна (1939–1945)
  - Польська кампанія (1939)
  - Радянське вторгнення до Польщі (1939)
  - Радянсько-фінська війна (1939–1940)
  - Італо-грецька війна (1940–1941)
  - Французько-таїландська війна (1940–1941)

## 1941–1950
- - Німецько-радянська війна (1941–1945)
  - Англо-іракська війна (1941)
  - Лапландська війна (1944–1945)
- Перуансько-еквадорська війна (1941)
- Війна за незалежність Індонезії (1945–1949)
- Перша індокитайська війна (1945–1954)
- Холодна війна (1945–1991)
- Друга громадянська війна в Греції (1946–1949)
- Громадянська війна в Парагваї (1947)
- Національно-визвольне повстання на Мадагаскарі (1947–1948)
- Перша індо-пакистанська війна (1947–1948)
- Індійська анексія Хайдарабада (1948)
- Громадянська війна в Коста-Риці (1948)
- Перша арабо-ізраїльська війна (1947–1949)
- Громадянська війна в Колумбії (Ла Віоленсія) (1948–1958)
- Війна в Малаї (1948–1960)
- Громадянська війна в Бірмі (нині М'янма) (1948 — 2012)
- Корейська війна (1950–1953)

## 1951–1960
- Повстання мау-мау (1952–1960)
- Релігійні зіткнення в Нігерії (1953 — теперішній час)
- Алжирська війна (1954–1962)
- Перша громадянська війна в Судані (1955–1972)
- Суецька криза (1956)
- Угорська революція (1956)
- Громадянська війна на Кубі (1956–1959)
- Війна Іфні (1957–1958)
- Війна у В'єтнамі (1957–1975)
- Громадянська війна в Лівані (1958)
- Друга криза у Тайванській протоці (1958)
- Громадянська війна в Лаосі (1960–1973)
- Громадянська війна у Гватемалі (1960–1996)
- Конголезька криза (1960–1965)

## 1961–1970
- Операція у затоці Свиней (1961)
- Франко-туніський конфлікт (Бізертинська криза) (1961)
- Португальсько-індійський конфлікт (операція «Віджай») (1961)
- Війна за незалежність Анголи (1961–1974)
- Вересневе повстання в Іракському Курдистані (1961–1975)
- Війна за незалежність Еритреї (1961–1991)
- Китайсько-індійська прикордонна війна (1962)
- Війна в Дофара (Оман) (1962–1976)
- Військовий переворот у Ємені (1962)
- Індонезійсько-малайзійська конфронтація (1962–1966)
- Війна за незалежність Південного Ємену (1963–1967)
- Війна за незалежність Гвінеї-Бісау (1963–1974)
- Алжирсько-марокканський прикордонний конфлікт (1963)
- Громадянська війна в Колумбії (1964 — 2016)
- Війна за незалежність Мозамбіку (1964–1974)
- Війна в Південній Родезії (1964–1979)
- Друга індо-пакистанська війна (1965)
- Окупація США Домініканської Республіки (1965–1966)
- Перша громадянська війна в Чаді (1965–1990)
- Війна за незалежність Намібії / Південно-Африканська прикордонна війна / Війна в Ангольському буші (1966-1989)
- Шестиденна війна (1967)
- Війна на виснаження (1967–1970)
- Громадянська війна в Нігерії (1967–1970)
- Громадянська війна в Камбоджі (1967–1975)
- Вторгнення військ Варшавського договору до Чехословаччини / Опера́ція «Дуна́й» / окупація Чехословаччини (1968)
- Футбольна війна (1969)
- Конфлікт на острові Даманський (1969)
- Прикордонний конфлікт на озері Жаланашколь (1969)
- Громадянська війна в Йорданії («Чорний вересень») (1970–1971)

## 1971–1980
- Третя індо-пакистанська війна (1971)
- Війна Судного дня (1973)
- Ізраїльсько-сирійський прикордонний конфлікт (1974)
- Турецьке вторгнення на Кіпр (1974)
- Громадянська війна в Ефіопії (1974–1991)
- Тріскова війна (1975–1976)
- Війна в Західній Сахарі (1975–1991)
- Кампучійсько-в'єтнамський конфлікт (1975–1989)
- Громадянська війна в Лівані (1975–1990)
- Громадянська війна в Анголі (1975–2002)
- Індонезійська окупація Східного Тимору (1975–1999)
- Громадянська війна в Мозамбіку (1976–1992)
- Ачехська війна (1976–2005)
- Лівійсько-єгипетська війна (1977)
- Огаденська війна (1977–1978)
- Конфлікт у Чіттагонгському гірському районі (1977—1997)
- Ізраїльське вторгнення до Лівану (операція «Літані») (1978)
- Угандійсько-танзанійська війна (1978–1979)
- Лівійсько-чадський конфлікт (1978–1987)
- Китайсько-в'єтнамська війна (1979)
- Афганська війна (1979–1989)
- Ірано-іракська війна (1980–1988)
- Громадянська війна в Сальвадорі (1980–1992)

## 1981–1990
- Війна Пакіша (1981)
- Перша громадянська війна в Уганді (1981–1986)
- Громадянська війна в Нікарагуа (1981–1990)
- Фолклендська війна (1982)
- Вторгнення Ізраїлю до Лівану (1982)
- Вторгнення США в Гренаду (1983)
- Друга громадянська війна в Судані (1983–2005)
- Громадянська війна на Шрі-Ланці (1983–2009)
- Операція «Блакитна зірка» (1984)
- Турецько-курдський конфлікт (1984 — теперішній час)
- Агашерська (Різдвяна) війна (1985)
- Громадянська війна в Південному Ємені (1986–1987)
- Лаоської-тайський прикордонний конфлікт (1988)
- Операція «Кактус» (1988)
- Громадянська війна в Сомалі (1988 — теперішній час)
- Мавритано-сенегальський прикордонний конфлікт (1989)
- Вторгнення США в Панаму (1989)
- Перша громадянська війна в Ліберії (1989–1996)
- Громадянська війна в Афганістані (1989–1992)
- Конфлікт в Індійському Кашмірі (1989 — теперішній час)
- Громадянська війна в Грузії (1990–1993)
- Громадянська війна в Руанді (1990–1994)

## 1991–2000
- Південноосетинська війна (1991–1992)
- Війна в Перській затоці (1991)
- Югославські війни (1991-2001)
- Десятиденна війна в Словенії
- Перша карабаська війна (1991–1994)
- Громадянська війна в Джибуті (1991–1994)
- Війна Хорватії за незалежність (1991–1995)
- Громадянська війна в Алжирі (1991–2002)
- Громадянська війна в Сьєрра-Леоне (1991–2002)
- Придністровський конфлікт (1992)
- Громадянська війна в Афганістані (1992—1996)
- Продовження громадянської війни в Афганістані (1996—2001)
- Осетинсько-інгуський конфлікт(1992)
- Війна в Абхазії (1992–1993)
- Боснійська війна (1992–1995)
- Громадянська війна в Таджикистані (1992–1997)
- Громадянська війна в Бурунді (1993–2005)
- Громадянська війна в Ємені (1994)
- Перша російсько-чеченська війна (1994–1996)
- Громадянська війна в Іракському Курдистані (1994–1998)
- Війна Альто-Сенепа (1995)
- Перша Конголезька війна (1996–1997)
- Громадянська війна в Непалі (1996–2006)
- Друга громадянська війна в Республіці Конго (1997–1999)
- Косовська війна (1998–1999)
- Громадянська війна у Гвінеї-Бісау (1998–1999)
- Друга конголезька війна (1998–2002)
- Ефіопсько-еритрейська війна (1998–2000)
- Бомбардування Югославії силами НАТО (1999)
- Дагестанська війна (1999)
- Каргільський конфлікт (1999)
- Друга російсько-чеченська війна (1999–2009)
- Друга громадянська війна в Ліберії (1999–2003)